# Miltonia cogniauxiae
Miltonia cogniauxiae är en orkidéart som beskrevs av Peeters, Célestin Alfred Cogniaux och A.Gooss. Miltonia cogniauxiae ingår i släktet Miltonia och familjen orkidéer. Inga underarter finns listade i Catalogue of Life.

## Bildgalleri

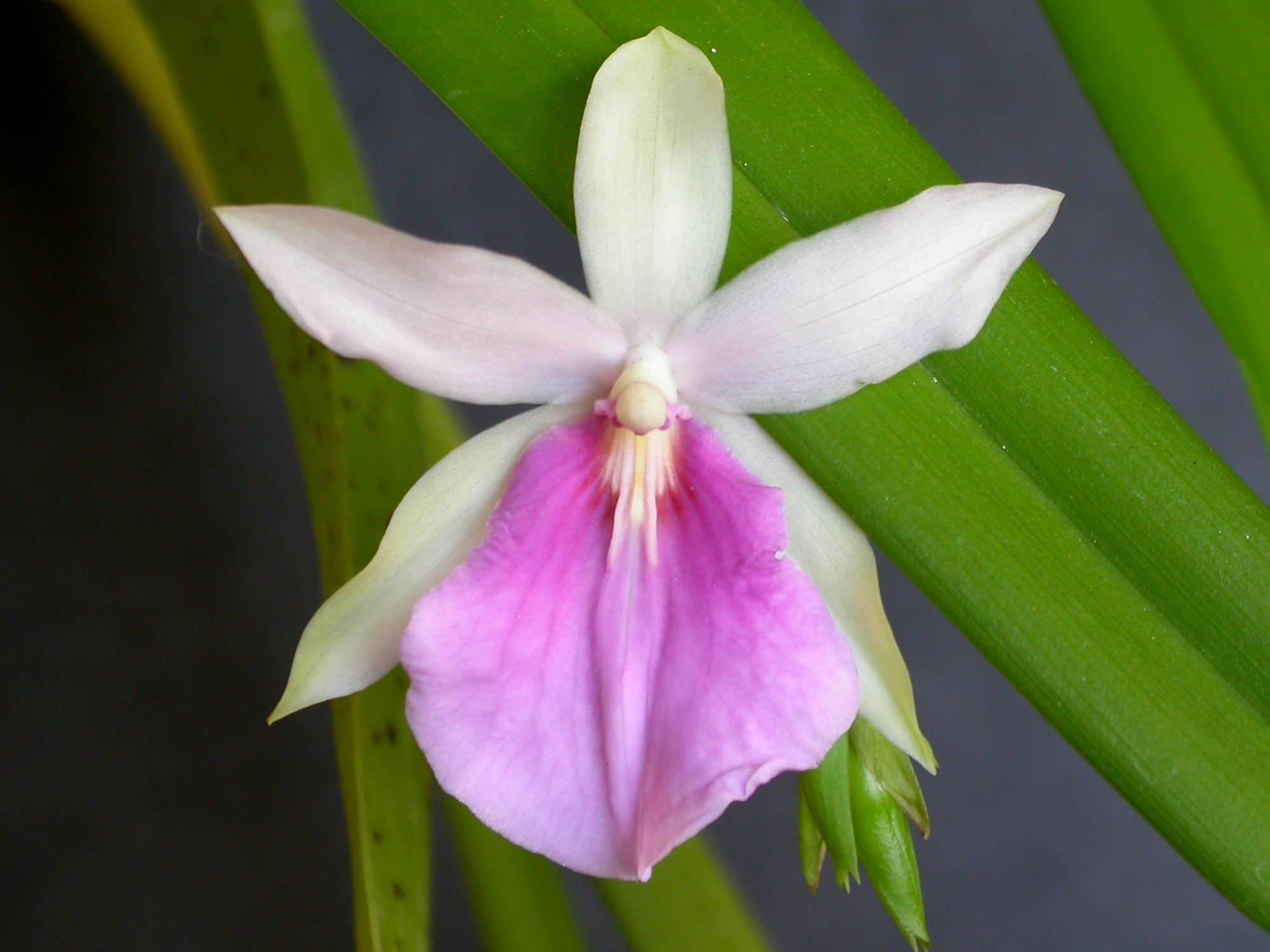